# Bataille d'Entebbe
Ne doit pas être confondu avec Raid d'Entebbe.
Guerre ougando-tanzanienne
La bataille d'Entebbe est une bataille de la guerre ougando-tanzanienne qui se déroule le 7 avril 1979 sur la péninsule d'Entebbe, en Ouganda, entre des unités tanzaniennes et des unités ougandaises et libyennes. Les Tanzaniens occupent la zone, tuent des centaines de Libyens et mettent fin au pont aérien libyen en soutien au gouvernement ougandais.
Amin prend le pouvoir en Ouganda en 1971 et y établit une dictature brutale. En 1978, il tente d'envahir la Tanzanie, qui lance une contre-attaque. Alors que les Forces de défense du peuple tanzanien avancent plus profondément dans le pays, la Libye envoie ses propres troupes pour soutenir les Ougandais, les transportant par avion à l'aéroport international d'Entebbe. Depuis leur position à Mpigi (en), les Tanzaniens peuvent voir le trafic aérien libyen et décident d'attaquer l'endroit pour arrêter le pont aérien et éliminer une éventuelle attaque par le flanc pendant leur attaque sur Kampala.
Les forces tanzaniennes mènent un bombardement léger de trois jours sur la péninsule d'Entebbe, chassant Amin de sa résidence présidentielle et provoquant le retrait de nombreuses forces ougandaises. Le matin du 7 avril, la 208e brigade tanzanienne attaque la péninsule. Après l'explosion d'un de leurs avions, les Libyens essaient d'évacuer par la Route Kampala-Entebbe. Beaucoup de leurs unités sont interceptées et détruites, tandis que la plupart des soldats ougandais se rendent aux Tanzaniens. Il y a peu de combats dans la ville d'Entebbe et la péninsule est sécurisée par les Tanzaniens en fin d'après-midi. Plus de 300 soldats libyens sont tués et au moins 200 membres de la Force aérienne ougandaise sont capturés. Les Tanzaniens saisissent également une grande quantité d'artillerie lourde libyenne et plusieurs avions ougandais.
Les forces tanzaniennes déplacent leur quartier général à Entebbe et se préparent à leur attaque contre Kampala, tandis que des civils locaux pillent les propriétés abandonnées. Nyerere ordonne à ses forces de laisser un couloir oriental depuis la capitale ouvert, afin que les unités libyennes restantes dans le pays puissent s'échapper, permettant ainsi aux Libyens de sauver la face et limitant les tensions afro-arabes. Les Tanzaniens mènent la bataille de Kampala le 10 avril, la 208e brigade attaquant depuis Entebbe. La ville est prise avec une résistance minimale, la plupart des Libyens ayant quitté les lieux.

## Contexte
En 1971, Idi Amin Dada destitue Milton Obote au cours d'un coup d'État et prend la tête de l'Ouganda, ce qui complique les relations avec la Tanzanie. Le président tanzanien Julius Nyerere est un proche d'Obote, à la fois personnellement et par ses politiques socialistes. Nyerere refuse de reconnaître le nouveau gouvernement et offre l'asile à Obote et à ses soutiens. Il soutient une tentative d'invasion de l'Ouganda de 1972 par Obote, et après quelques combats aux frontières, Amin et lui signent une trêve. Leurs relations restent tendues, et Amin menace plusieurs fois d'envahir la Tanzanie.
Fin octobre 1978, après une tentative de mutinerie dans l'armée ougandaise, des troupes traversent la frontière avec la Tanzanie pour poursuivre des soldats rebelles. Le premier novembre, Amin annonce l'annexion du Kagera, au nord de la Tanzanie. La Tanzanie arrête l'invasion, mobilise des groupes opposés à Idi Amin Dada, et lance une contre-offensive. Nyerere affirme à des diplomates étrangers qu'il souhaite donner une leçon à Amin, et pas le renverser, mais cette affirmation n'est pas prise au sérieux en raison de la haine portée par Nyerere à l'autre dirigeant et à des remarques sur un potentiel coup d'État qu'il a faites auparavant devant ses collègues. Le gouvernement tanzanien estime de plus que la frontière Nord ne sera pas sécurisée tant qu'Amin n'est pas neutralisé. Après quelques premières incursions au sein du territoire ougandais, David Musuguri est nommé commandant de la 20e division des forces de défense du peuple tanzanien et reçoit l'ordre d'avancer dans le pays.
Les forces de défense du peuple tanzanien remportent la bataille de Masaka, à Masaka, le 24 février 1979. Nyerere prévoit d'abord d'arrêter son armée là et d'autoriser les exilés ougandais à reprendre Kampala et à destituer Amin. Il semblerait que Nyerere ait demandé à Obote, alors exilé en Tanzanie, de se rendre en avion à Masaka pour accompagner les rebelles ougandais lors de la prise de la ville, mais qu'Obote aurait refusé, estimant qu'un retour aussi théâtral lui rendrait le peuple hostile. Cette demande de Nyerere vient de son inquiétude des répercussions d'une invasion tanzanienne dans la ville sur l'image internationale de la Tanzanie.
Mi-février, des troupes libyennes sont transportées par avion à Entebbe pour aider l'armée ougandaise (en). Le dirigeant libyen Mouammar Kadhafi estime devoir soutenir l'Ouganda, qu'il considère comme un État musulman attaqué par une armée chrétienne. Malgré l'échec de ses troupes lors de la bataille de Lukaya, Kadhafi envoie encore de grandes quantités d'équipement et 2 000 membres de la milice populaire libyenne. Le personnel et le matériel sont amenés à l'aéroport international d'Entebbe par avion.
Entebbe, la quatrième plus grande ville d'Ouganda, abrite également la State House, la résidence présidentielle officielle. En raison de l'approche de la force tanzanienne, la famille d'Amin est évacuée, mais la State House est toujours utilisée à des fins gouvernementales. 
Le 25 mars, Amin ordonne la fermeture de l'aéroport d'Entebbe au trafic civil. En représailles à une frappe aérienne libyenne sur leur territoire, les Tanzaniens lancent une série de sorties contre des cibles ougandaises. Plusieurs avions attaquent l'aéroport d'Entebbe, mitraillant le tarmac et incendiant une partie du terminal, mais ne causent pas suffisamment de dégâts pour arrêter le pont aérien libyen. 

## Préparations
Les commandants tanzaniens supposent qu'Idi Amin Dada gardera l'essentiel de l'armée à la capitale, et leurs premiers plans appellent à une attaque directe de la ville. Or, depuis Mpigi, qui est située en altitude, ils voient la péninsule d'Entebbe et y découvrent un trafic aérien libyen important et un gros contingent de soldats ougandais et libyens. L'armée comprend alors que si elle prend Kampala sans d'abord prendre le contrôle d'Entebbe, elle pourrait être attaquée par le flanc. La chute d'Entebbe couperait l'approvisionnement libyen et permettrait de prendre la capitale par le Sud. Ainsi, Musuguri ordonne à la 208e brigade, commandée par Mwita Marwa, de s'emparer de la péninsule. Un bataillon partiel dirigé par le lieutenant-colonel Ben Msuya prend Kanjasi, coupant Entebbe de Kampala. 
Un important contingent de troupes libyennes est retranché autour d'Entebbe, tandis qu'un plus petit nombre d'Ougandais sont en garnison sur l'aérodrome. Les TPDF installent des obusiers 130 mm M1954 et soumettent la ville à un bombardement de quelques obus par jour pendant trois jours dans l'espoir d'effrayer les membres de la garnison et de les convaincre de battre en retraite. Amin se trouve à la State House d'Entebbe lorsqu'un obus atterrit sur le parking. Se sentant personnellement visé, il s'envole par hélicoptère pour Kampala. Son départ provoque la fuite de nombreux soldats ougandais, qui pillent la boutique duty-free de l'aéroport avant leur départ, tandis que les Libyens restent sur place. Des avions libyens évacuent des hauts fonctionnaires du régime d'Amin. Un appel de détresse ougandais est envoyé par radio, demandant une extraction par hélicoptère. Entebbe est encerclée le 6 avril, et ce soir-là le bombardement est intensifié, avec plusieurs centaines de coups d'artillerie tirés.

## Bataille

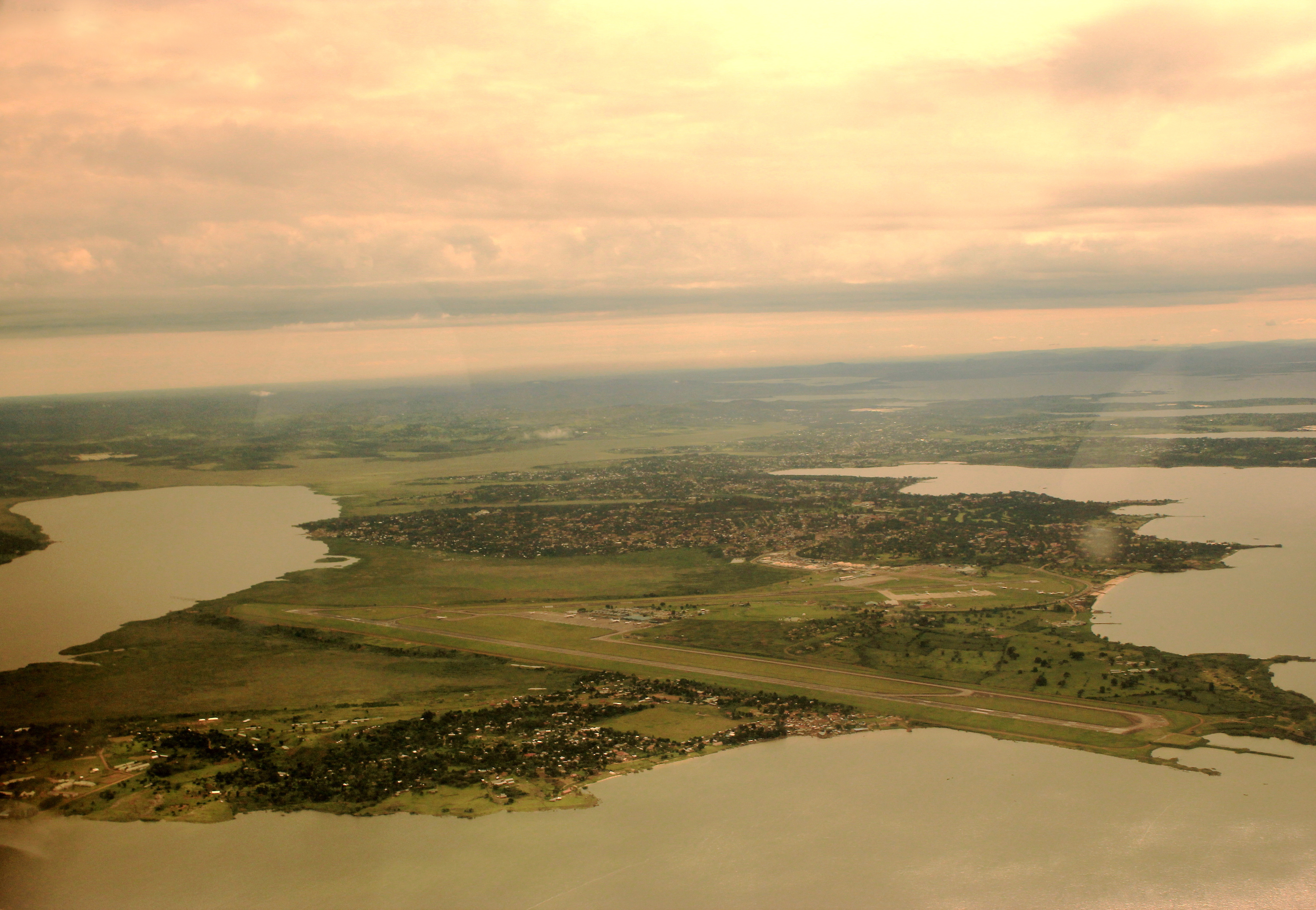
Vue aérienne d'Entebbe.

La 208e brigade avance sur Entebbe le matin du 7 avril. Elle établit une série de points de contrôle en cours de route et détruit un Land Rover libyen avec huit occupants qui se dirige vers Mpigi. Deux pelotons ougandais équipés de canons sans recul M40 et de mortier de 81mm résistent à Kitubulu, mais sont vaincus. À dix heures, un Lockheed C-130 Hercules libyen (LARAF C-130H 116) atterrit à l'aéroport pour tenter une évacuation. Il récupère 30 soldats libyens, mais est détruit par un RPG-7 tiré par une petite équipe d'éclaireurs tanzaniens au bord de la piste pendant le décollage. Tous sauf un des 40 hommes à bord meurent. Aucune autre tentative d'évacuation aérienne n'est faite. Alors que les combats s'intensifient, de nombreux soldats libyens essaient d'évacuer vers Kampala. La plupart ne savent pas comment se rendre à la capitale et demandent de l'aide aux civils en s'exclamant « Kampala ». Certains civils les mènent directement à des unités tanzaniennes. D'autres, pensant que les Libyens ont beaucoup d'argent sur eux, les tuent pour les voler.
Un seul convoi libyen composé de deux véhicules blindés et de plusieurs camions atteint la route de Kampala et se dirige vers la capitale. Huit kilomètres plus loin, là où l'artère traverse une colline, une embuscade tanzanienne a été montée par le lieutenant-colonel Salim Hassan Boma, qui divise ses 400 hommes sur la face arrière de chaque côté de la colline. Lorsque les Libyens arrivent, ils arrêtent leur convoi. Leurs commandants, soupçonnant un piège, se consultent et ouvrent le feu sur les flancs des collines. Lorsque l'action ne suscite aucune réaction, les voitures blindées et les camions empruntent la route de l'autre côté de la colline. Boma ordonne alors à ses hommes d'attaquer. Les Tanzaniens chargent par-dessus les collines et mettent feu aux voitures blindées. L'affrontement dure 10 minutes et se solde par la mort de 65 soldats libyens. 
L'armée tanzanienne fouille chaque bâtiment de l'aéroport pour éliminer la résistance. L'interception des unités libyennes tentant de s'échapper sur des routes périphériques est le principal affrontement et on compte peu d'escarmouches dans la ville. Le bataillon de Bomaprend Entebbe en fin d'après-midi.  Plus de 300 Libyens sont tués, plus de 40 capturés et plusieurs dizaines blessés. D'importants stocks d'armes libyennes sont saisis, dont trois lance-roquettes BM-21, ainsi qu'une batterie de fusils de 122mm ougandais. Une douzaine de chasseurs MiG de l'armée de l'air ougandaise et un Boeing 707 d'Uganda Airlines sont mis hors service lors de l'attaque et laissés sur la piste. Neuf ou dix avions de chasse sont jugés suffisamment fonctionnels pour être saisis. Ils sont transportés à Mwanza, où l'un d'entre eux s'écrase à l'atterrissage. Le lendemain matin, les Tanzaniens trouvent un grand nombre de soldats de l'armée de l'air ougandaise dans une église, en civil et prêts à se rendre. Les journalistes Tony Avirgan et Martha Honey affirment qu'il y en a 200. Selon Isaac Dakka, l'aumônier anglican de Katabi Barracks, ils sont 365. Dakka déclare que pendant la bataille, il suggère que le contingent se rende et que les officiers - y compris le commandant opérationnel, le lieutenant-colonel Cyril Orambi - donnent leur d'accord. Les Ougandais sont détenus dans une enceinte clôturée. 

## Conséquences
Les Libyens morts sont enterrés dans des fosses communes. Les dizaines de Libyens blessés sont évacués vers l'hôpital de Mulago (en) puis rapatrié depuis la base aérienne de Nakasongola. Les prisonniers des TPDF sont libérés neuf mois plus tard. Le personnel de l'aviation ougandaise capturé est emmené dans un camp de prisonniers en Tanzanie. Selon Dakka, plusieurs des prisonniers sont sommairement exécutés pendant le voyage et beaucoup sont victimes de tortures. Les soldats libyens restants se retirent à Kampala pour préparer la défense de la capitale avec des unités ougandaises. Les Tanzaniens déplacent leur quartier général d'exploitation à Entebbe, où il reste jusqu'à la fin de la guerre.
L'analyste américain du renseignement Kenneth M. Pollack attribue la défaite des Libyens à Entebbe à leur formation inadéquate et à leur moral bas. La bataille marque la fin de l'armée de l'air ougandaise. La plupart de ses avions ont été détruits ou capturés, et le personnel de l'armée de l'air qui a réussi à s'échapper vers les aérodromes de Jinja et Nakasongola a semé la panique parmi les forces ougandaises qui y sont stationnées. Des désertions et des défections massives suivent, laissant le commandant par intérim de l'aviation ougandaise, Andrew Mukooza (en), sans aucun moyen de poursuivre le combat. En outre, un certain nombre d'unités de l'armée ougandaise se mutinent lorsque le gouvernement leur ordonne de lancer une contre-attaque contre Entebbe. Les forces armées de Tororo font défection et autorisent les insurgés ougandais à occuper la ville sans y opposer de résistance.  La capture d'Entebbe déclenche également la fuite de centaines de soldats ougandais de Kampala. 
L'aéroport d'Entebbe est partiellement détruit par la bataille. Les résidents locaux pillent les magasins et les maisons abandonnés de la ville, tandis que les soldats tanzaniens saccagent la State House d'Entebbe. Nyerere demande à ses commandants de ne pas bloquer la route de l'Est menant à Jinja pour laisser les soldats libyens et les diplomates étrangers quitter la ville sans difficulté. Il estime qu'en laissant les Libyens s'échapper, il permettra au pays de se désengager du conflit sans s'humilier, ce qui est important pour éviter les tensions afro-arabes et l'implication d'autres pays arabes. Il explique donc la décision à Kadhafi et lui indique que les troupes libyennes pourront quitter l'Ouganda sans opposition en passant par l'aéroport de Jinja. La plupart d'entre elles quittent rapidement la capitale par le couloir ouvert vers le Kenya et l'Éthiopie. La 208e brigade quitte Entebbe pour Kampala, laissant derrière elle un seul bataillon pour garder l'aéroport. La bataille de Kampala a lieu le 10 avril, avec la 208e brigade attaquant depuis Entebbe. La capitale est saisie avec une résistance minimale. Les combats continuent jusqu'au 3 juin, date à laquelle les Tanzaniens arrivent à la frontière soudanaise et éliminent ce qui reste de la résistance. Après trois ans d'occupation, l'armée tanzanienne quitte l'Ouganda en 1981.